# Le Val-Saint-Père
Le Val-Saint-Père är en kommun i departementet Manche i regionen Normandie i norra Frankrike. Kommunen ligger i kantonen Avranches som tillhör arrondissementet Avranches. År 2022 hade Le Val-Saint-Père 1 914 invånare.

## Befolkningsutveckling
Antalet invånare i kommunen Le Val-Saint-Père
| Referens: INSEE |